# Giselbert van Castelré
Giselbert van Castelré (ca. 1100 - 1152), ook gekend als Giselbert van Tongerlo, was een vermogend landheer, grondlegger van de norbertijner Abdij van Tongerlo en lekenbroeder.  

## Levensloop
Giselbert van Castelré was een kasteelheer met een herenhof te Tongerlo. Zijn familienaam zou synoniem zijn voor van Kasterlee, verwijzend naar afkomst vanuit deze gemeente in de Antwerpse Kempen. 
Rond 1130 besloot van Castelré om een nieuwe abdij te stichten. Deze stichting werd goedgekeurd door de bisschop van Kamerijk (mogelijks Burchard van Aken), waarna enkele norbertijnen van de Sint-Michielsabdij van Antwerpen zich er op zijn landgoed kwamen vestigen. Van Castelré ondersteunde zijn voornemen met een ruime schenking, waaronder jaarlijkse belastinggelden, 40 bunders grond, een molen, enkele huizen, twee ruime boerenhoeven en enkele stukken grond in de gemeenten Tongerlo en Oevel. Hij liet de abdij van Tongerlo onder bijzondere bescherming van de Heilige Maagd Maria plaatsen, waardoor deze een Mariabedevaartsoord werd. Giselbert trad na de stichting toe als lekenbroeder in de abdij. 
Giselbert van Castelré overleed in 1152. Hij wordt als een heilige beschouwd, maar werd nooit heilig verklaard door de kerk. Omdat zijn overlijdensdag onbekend is, wordt hij herdacht met Allerheiligen op 1 november.

## Trivia
- Het Museum Van Gerwen-Lemmens in het Nederlandse Valkenswaard was tot medio 2008 in het bezit van een 17e-eeuwse gravure die Giselbertus voorstelt, terwijl hij een schenking doet aan de Heilige Maagd. Het museum sloot medio 2008 en de collectie werd verkocht via Sotheby's in Amsterdam.[3]
- Een tijdgenoot van Giselbert is Wilhelm Kortrok van Castelré, vermeld als verkoper van een stuk moeras te Eilde op 27 juni 1336 voor de schepen van 's-Hertogenbosch.